# Honda CB 1100
La Honda  CB 1100 est une moto type roadster à quatre cylindres en ligne refroidi par air et huile de 1 140 cm3 lancée par Honda en 2010 en tant que successeur spirituel moderne de la CB 750 originale. Lors de son lancement, la moto était disponible au Japon, en Australie et en Nouvelle-Zélande. Elle a par la suite été commercialisée en Europe et aux États-Unis en 2013.
La  CB 1100 est conçue comme une moto japonaise universelle. Le modèle a subi une révision en 2014, gagnant un sixième rapport et un nouveau groupe de jauges. Honda a également commercialisé la CB 1100 EX, variante améliorée de la CB 1100 standard. Le modèle 2017 a reçu une mise à jour comprenant des éclairages LED avant et arrière, un nouvel échappement plus léger, un réservoir de carburant en aluminium pressé sans soudure et l'ajout d'un embrayage assisté à glissement.

## Modèle CB 1100 EX

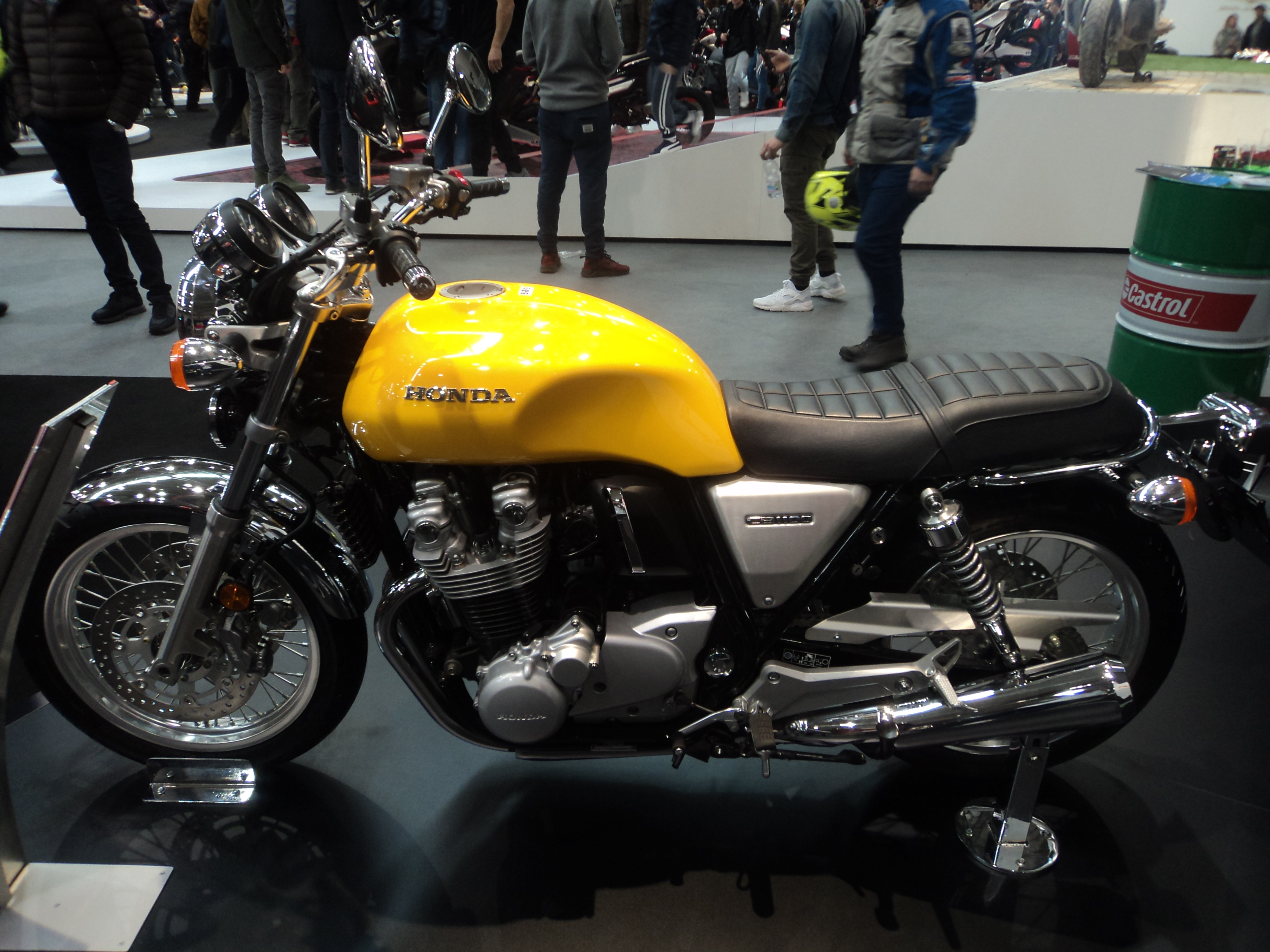
Honda CB 1100 EX.

Apparu en 2014, le modèle EX (Deluxe aux États-Unis) reçoit une transmission à six vitesses, un réservoir de carburant plus grand de 2,2 litres (0,5 gallon), un échappement 4 en 2, l'ABS, une selle modifiée et d'autres éléments. En Amérique du Nord, ce modèle est désigné « CB 1100 DLX ». 
Il est équipé de roues à rayons contrairement à la version DLX américaine. Le modèle est disponible au Japon et en Europe depuis 2014.

## Modèle CB 1100 RS

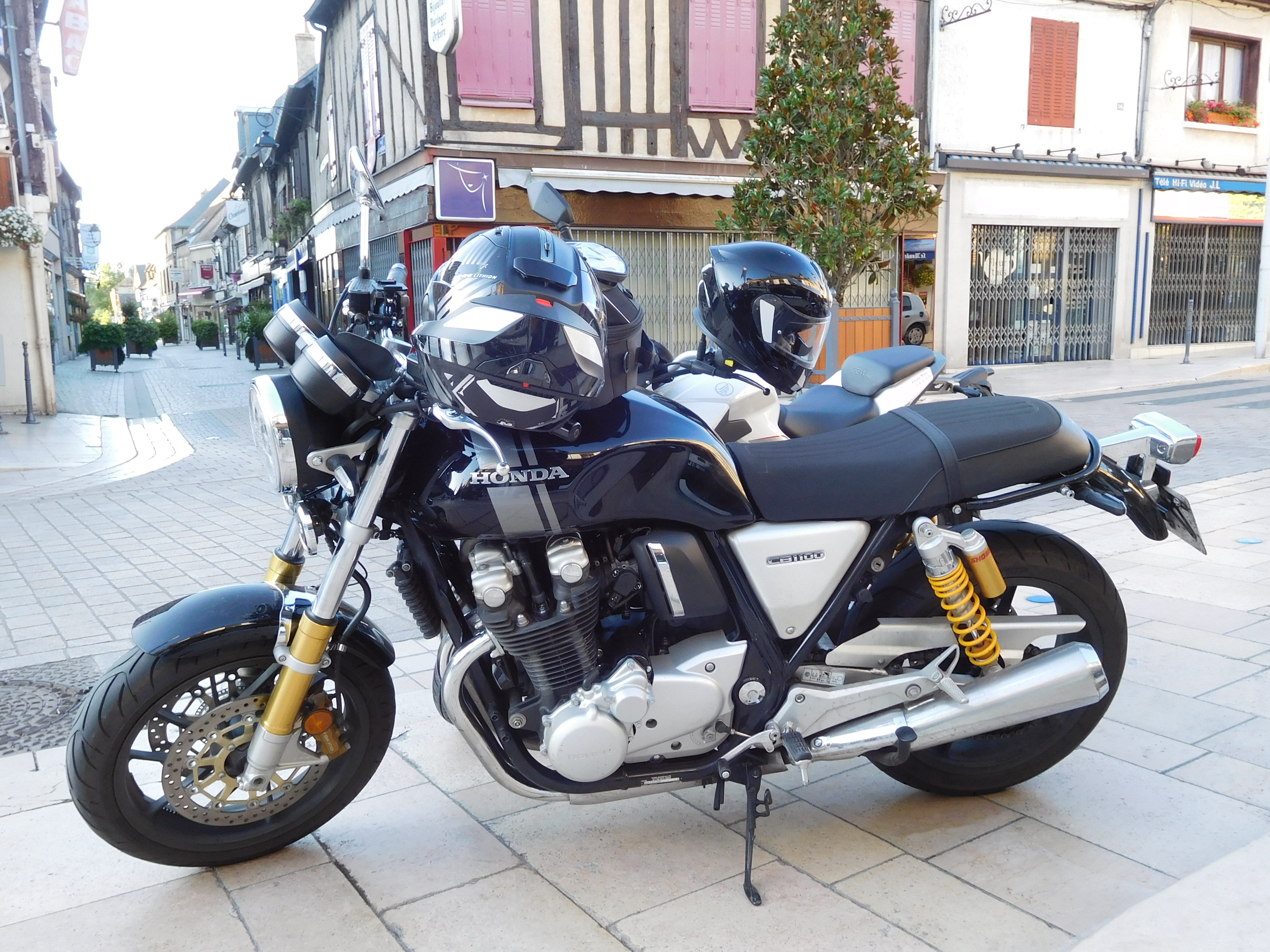
Honda CB 1100 RS.

Le modèle CB 1100 RS à vocation sportive a été lancé au cours de l'année 2017. Il reçoit un éclairage full LED, un moteur légèrement révisé, des jantes en aluminium de 17 pouces, un empattement plus court de 5 mm, des étriers de frein radiaux Tokico pinçant des disques de 310 mm, un angle de chasse de 26° au lieu de 27°, une configuration de suspension plus sportive avec une fourche Showa de 43 mm de diamètre à valves, des combinés Showa à bonbonne séparée et des pneus à vocation sportive,.